# Xarxa òptica

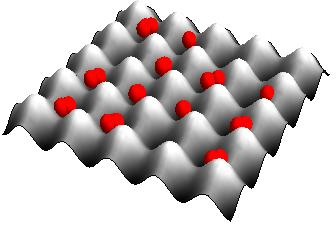
Representació esquemàtica bidimensional de la corba potencial (gris) d'una reixeta òptica amb una distribució aleatòria d'àtoms (vermell)

Una xarxa òptica es forma per la interferència de feixos làser contrapropagants, creant un patró espacial periòdic de polarització. El potencial periòdic resultant pot atrapar àtoms neutres mitjançant l'efecte Stark. Els àtoms es congreguen en les regions de mínim potencial i 'arranjament resultant en atrapar els àtoms és semblant al d'una xarxa cristal·lina. Les xarxes òptiques es poden usar en simuladors quàntics.
Els àtoms atrapats a la xarxa òptica es poden moure a causa de l'efecte túnel fins i tot si la profunditat del pou de potencial és més gran que l'energia cinètica dels àtoms. Tanmateix, es pot produir una transició d'aïllant superfluid–Mott, si l'energia d'interacció entre els àtoms esdevé més gran que l'energia de salt quan la profunditat del pou és molt gran. En la fase de Mott aïllant, els àtoms es troben atrapats en els mínims potencials i no es poden moure lliurement, el qual és similar als electrons en un aïllant. En el cas d'àtoms fermiònics, si la profunditat del pou augmenta, els àtoms formen un estat antiferromagnètic, i.e. Néel a temperatures suficientment baixes.

## Paràmetres
Hi ha dos paràmetres importants en una xarxa òptica: la profunditat del pou de potencial i la periodicitat. La profunditat del pou de la xarxa òptica es pot modificar en temps real canviant la potència del làser. La periodicitat de la xarxa òptica es pot modificar canviant la longitud d'ona del làser o variant l'angle relatiu entre els dos feixos làser. El control en temps real de la periodicitat de la xarxa és encara una tasca pendent. Atès que la longitud d'ona del làser no es pot variar en un rang ampli de valors en temps real, la periodicitat de la xarxa es controla normalment canviant l'angle relatiu entre els feixos làser. Tanmateix, és difícil mantenir la xarxa estable mentre es canvien els angles relatius, ja que la interferència és sensible a la fase relativa entre els feixos làser.
L'any 2005 es va demostrar per primera vegada el control continu de la periodicitat d'una xarxa òptica unidimensional mentre s'hi mantenien àtoms atrapats. Aquesta «xarxa acordió» era capaç de variar la periodicitat de la xarxa d'1.30 a 9.3 μm. Aquestes xarxes són útils per controlar àtoms ultrafreds en xarxes òptiques, on l'espaiat petit és essencial per tal que es produeixi l'efecte túnel, i l'espaiat gran habilita la manipulació de llocs individuals.

## Usos
A més d'atrapar àtoms ultrafreds, les xarxes òptiques han estat àmpliament usades per crear reixes i cristalls fotònics. Aquests sistemes també són útils per ordenar partícules microscòpiques, i poden ser usats per agrupar cèl·lules.
Els àtoms en una xarxa òptica proporcionen un sistema quàntic ideal on es poden controlar tots els paràmetres. És per aquest motiu que es poden usar per estudiar efectes que són difícils d'observar en cristalls reals. Són també candidats prometedors per dur a terme el processament d'informació quàntica. Els millors rellotges atòmics del món usen àtoms atrapats en xarxes òptiques, per obtenir línies espectrals estretes que no es veuen afectades per l'efecte Doppler.